# Meller Berge

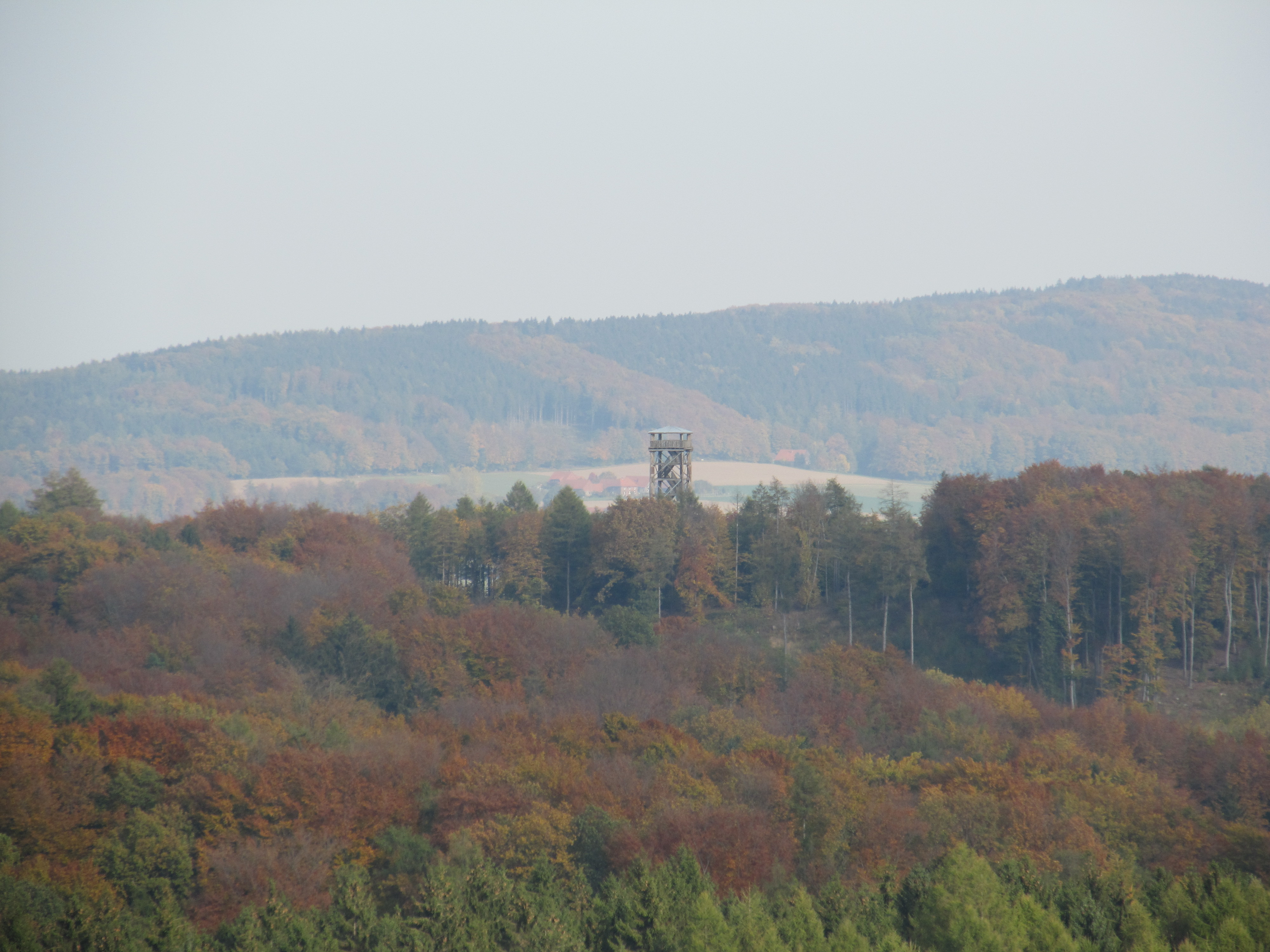
Blick von den Meller Bergen nach Nordosten über den Aussichtsturm Friedenshöhe zum Großen Kellenberg

Die Meller Berge, auch einfach Meller Berg genannt, sind ein kleines und bis maximal etwa 220 m ü. NHN hohes Gebirge des Osnabrücker Hügellands. Sie liegen im Stadtgebiet von Melle im niedersächsischen Landkreis Osnabrück.

## Geographie

### Lage
Auf den Meller Bergen liegen Teile des Natur- und Geoparks TERRA.vita. Obwohl sie sich etwas abgesetzt rund 6 km südlich vom Hauptkamm des Wiehengebirges erheben, werden sie manchmal zu Letzterem gerechnet. Der kleine Gebirgszug erstreckt sich zwischen der Kernstadt von Melle im Süden, dem zu Melle-Mitte gehörenden Ortsteilen Bakum im Südwesten und Eicken-Bruche im Südsüdosten, dem Meller Stadtteil Buer im Nordosten mit dessen Orten Barkhausen im Osten und Holzhausen im Norden sowie dem Meller Stadtteil Oldendorf im Westen; nordnordwestlich liegt das  Meller Gut Ostenwalde. Sein Großteil wird durch den südwestwärts fließenden Zwickenbach entwässert, dessen Wasser durch die Else und Werre ostwärts zur Weser läuft.

### Naturräumliche Zuordnung
Die Meller Berge gehören in der naturräumlichen Haupteinheitengruppe Unteres Weserbergland (Nr. 53), in der Haupteinheit Osnabrücker Hügelland (535) und in der Untereinheit Nördliches Osnabrücker Hügelland (535.0) zum Naturraum Meller Höhen (535.03). Die Landschaft leitet nach Westen bis Nordwesten in den Naturraum Schledehauser Hügelland (535.02) über. Nach Süden leitet sie in den zur Untereinheit Else-Werre-Niederung (531.1) zählenden Naturraum Elseniederung (531.10) über sowie nach Osten in den Naturraum Quernheimer Hügelland (531.01) und nach Norden in den Naturraum Meesdorfer Höhen (531.00), die beide in der Haupteinheit Ravensberger Hügelland (531) zur Untereinheit Quernheimer Hügel- und Bergland (531.0) gehören.

### Erhebungen
Zu den Erhebungen der Meller Berge gehören – sortiert nach Höhe in Meter (m) über Normalhöhennull (NHN):
- Adolfsberg (220 m, Südsüdwestkuppe; 215 m, Nordnordostkuppe)[4]
- Diedrichsberg (219 m);[1] mit der Diedrichsburg
- Eickener Egge (207,5 m);[4] mit Aussichtsturm Ottoshöhe
- Stuckenberg (207,5 m);[4] mit Aussichtsturm Friedenshöhe

## Natur und Landschaftsschutzgebiet
Die geschlossene Waldfläche der Meller Berge umfasst rund 8 km². Auf dem Gebirge liegen Teile des Landschaftsschutzgebiets Wiehengebirge und Nördliches Osnabrücker Hügelland (CDDA-Nr. 390425; 2009 ausgewiesen; 288,348 km² groß).

## Tourismus
Auf dem Meller Berg steht die Diedrichsburg. Im Norden des Gebirges liegt der seit 1963 existierende, 2 km² große und umfriedete Wildpark Diedrichsburg. Insbesondere im Frühjahr, wenn es zahlreiche Frischlinge im Park gibt, wird er von Touristen besucht. Auf der Friedenshöhe, einer Nebenkuppe des Stuckenbergs bei Buer steht der 1988 errichtete, 28,6 m hohe Aussichtsturm Friedenshöhe, der 2015 zum Klimaturm erweitert wurde. Auf der Ottoshöhe, einer Anhöhe auf der Eickener Egge nahe dem Meller Kernort steht ein 28,5 m hoher Aussichtsturm.
Zudem werden die Meller Berge durch mehrere Wanderparkplätze und verschiedene regionale Wanderwege als Naherholungsgebiet erschlossen. Nach seiner Neugestaltung hat sich besonders der TERRA.track „Naturerlebnispfad Zwickenbachtal“ zu einem beliebten Ziel entwickelt.

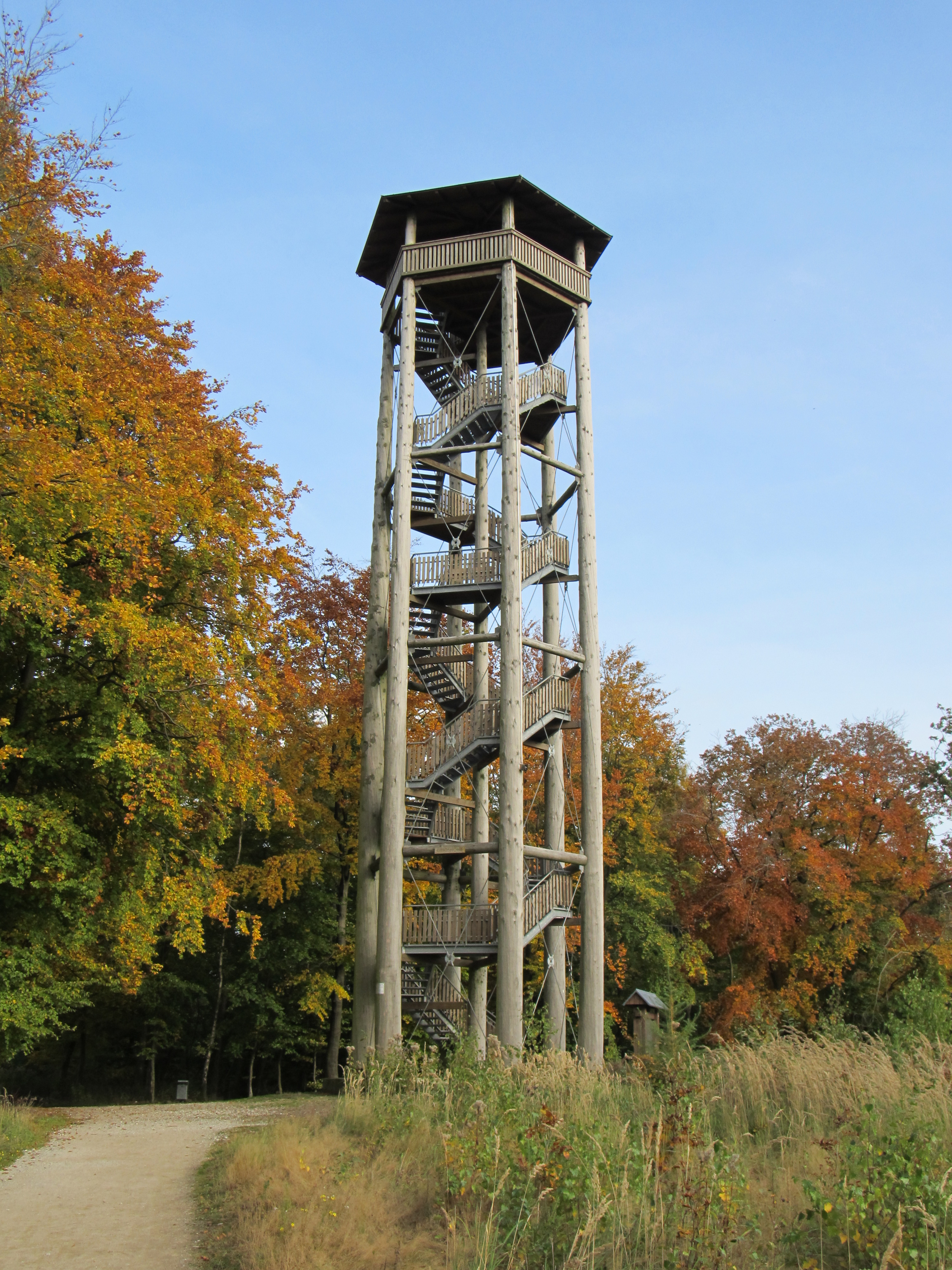
Aussichtsturm Ottoshöhe auf der Eickener Egge
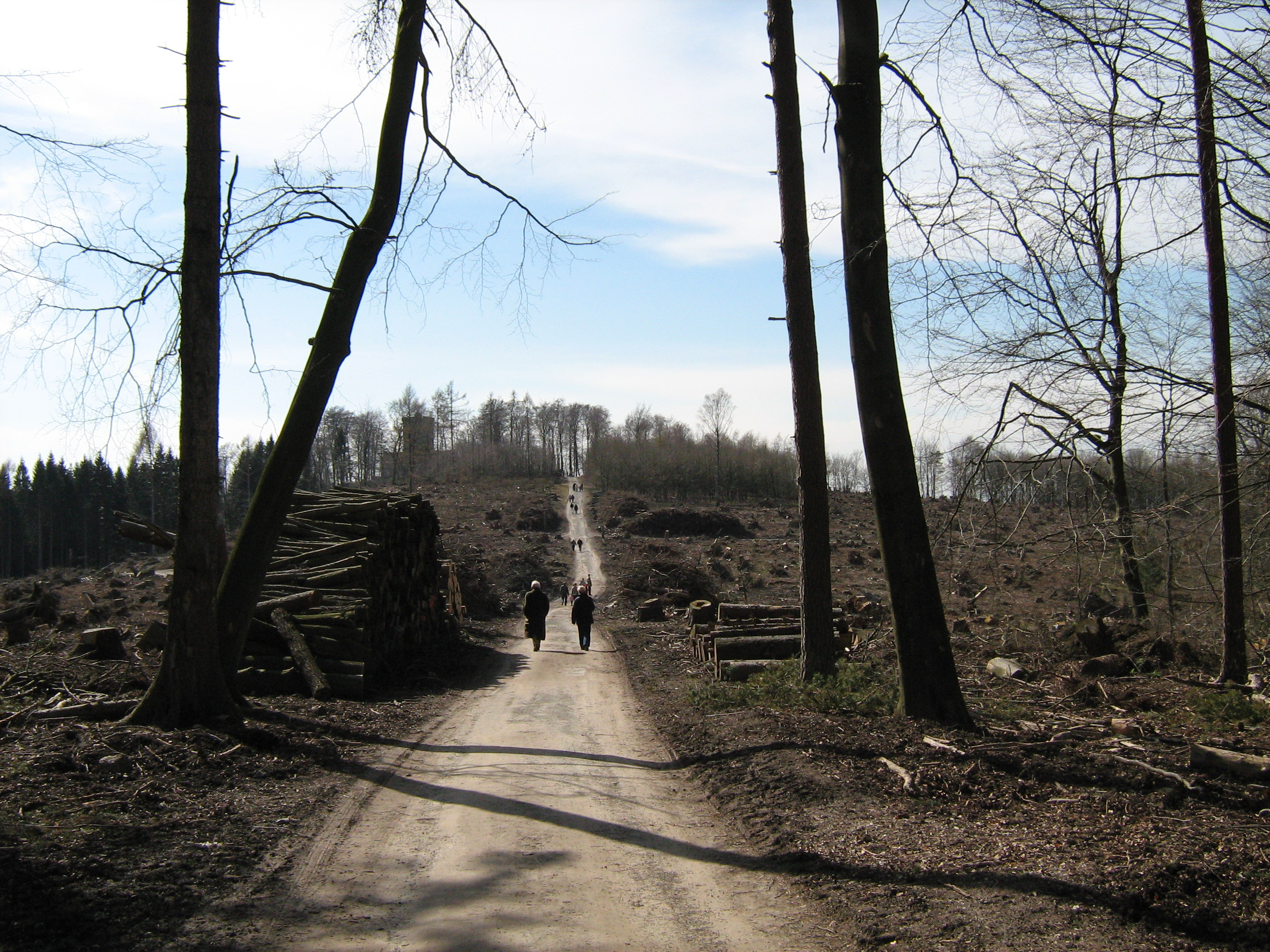
Blick zur Diedrichsburg (2008)
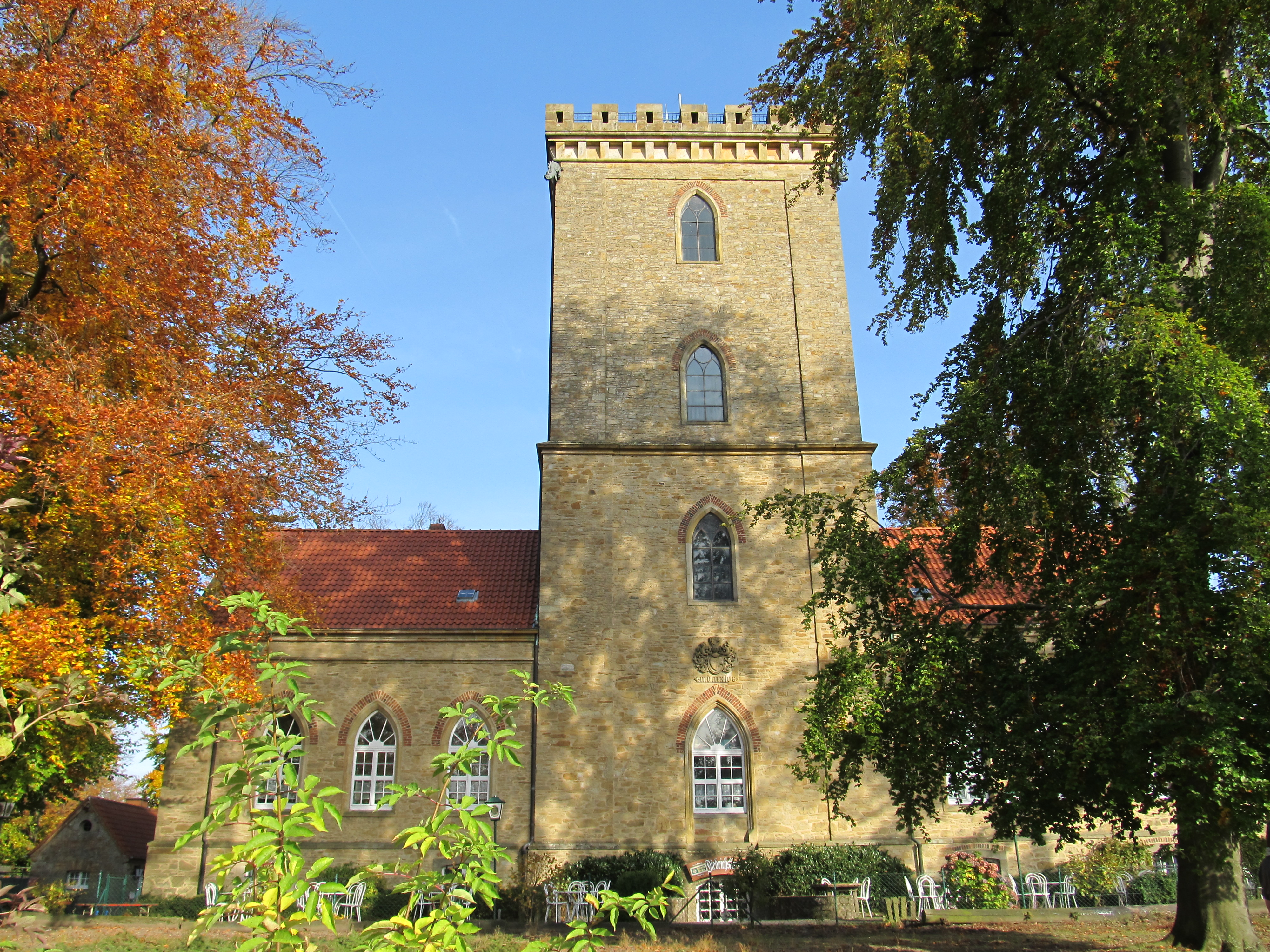
Diedrichsburg